# Pteris bavazzanoi
Pteris bavazzanoi är en kantbräkenväxtart som beskrevs av Pichi-serm. Pteris bavazzanoi ingår i släktet Pteris och familjen Pteridaceae. Inga underarter finns listade.